# Przykosa
Przykosa – ruchome wypłycenie w nurcie rzeki o kształcie trójkątnym, utworzone przez naniesiony piasek i drobny żwir.
Przykosa często wznosi się aż do powierzchni wód i w zależności od siły ciągu przesuwa się z nurtem rzeki w dół. Wahania stanu wody oraz gruboziarnistość materiału powodują, że powstała przykosa utrzymuje się długo w jednym miejscu, czasami występując ponad poziom wody (kant przykosy). Obszar wody poniżej przykosy jest zwykle doskonałym łowiskiem, gdyż stanowi naturalne stanowisko i żerowisko ryb.